# Велоспорт на літніх Олімпійських іграх 2012 — кейрін (чоловіки)
Змагання в кейріні серед чоловіків на літніх Олімпійських іграх 2012 пройшли 7 серпня в Лондонському велопарку.
Перемогу здобув Кріс Гой з Великої Британії.

## Формат змагань
Спочатку спортсмени долали шість з половиною кіл позаду пейс-сеттера, після яких два з половиною кола спринту до фінішу. Змагання складалися з попередніх заїздів, перезаїздів, півфіналів і фіналів. У півфінали вийшли 12 велогонщиків із яких виділилося шестеро претендентів на золоті нагороди. У другому фінали розігрувалися місця з 7-го по 12-те.

## Розклад змагань
Вказано Британський літній час
| Дата                   | Час           | Раунд                                   |
| ---------------------- | ------------- | --------------------------------------- |
| Вівторок 7 серпня 2012 | 10:00 і 16:35 | Раунд 1, перезаїзди, півфінали і фінали |

## Результати

### Перший раунд

#### Заїзд 1
| Місце | Спортсмен           | Країна                  |
| ----- | ------------------- | ----------------------- |
| 1     | Кріс Гой            | Велика Британія (GBR)   |
| 2     | Саймон ван Велтувен | Нова Зеландія (NZL)     |
| 3     | Хуан Перальта       | Іспанія (ESP)           |
| 4     | Сергій Борисов      | Росія (RUS)             |
| 5     | Нджісане Філліп     | Тринідад і Тобаго (TRI) |
| 6     | Кадзунарі Ватанабе  | Японія (JPN)            |

#### Заїзд 2
| Місце | Спортсмен         | Країна           |
| ----- | ----------------- | ---------------- |
| 1     | Максиміліан Леві  | Німеччина (GER)  |
| 2     | Тен Мюлдер        | Нідерланди (NED) |
| 3     | Ерсоні Канелон    | Венесуела (VEN)  |
| 4     | Каміль Кучинський | Польща (POL)     |
| 5     | Шейн Перкінс      | Австралія (AUS)  |
| 6     | Чжан Мяо          | Китай (CHN)      |

#### Заїзд 3
| Місце | Спортсмен         | Країна         |
| ----- | ----------------- | -------------- |
| 1     | Мікаель Бурген    | Франція (FRA)  |
| 2     | Азізуласні Аванг  | Малайзія (MAS) |
| 3     | Фабіан Пуерта     | Колумбія (COL) |
| 4     | Джозеф Велос      | Канада (CAN)   |
| 5     | Денис Шпичка      | Чехія (CZE)    |
| 6     | Христос Волікакіс | Греція (GRE)   |

### Перезаїзди

#### Заїзд 1
| Місце | Спортсмен         | Країна                  |
| ----- | ----------------- | ----------------------- |
| 1     | Христос Волікакіс | Греція (GRE)            |
| 2     | Хуан Перальта     | Іспанія (ESP)           |
| 3     | Нджісане Філліп   | Тринідад і Тобаго (TRI) |
| 4     | Джозеф Велос      | Канада (CAN)            |
| 5     | Сергій Борисов    | Росія (RUS)             |
| 6     | Чжан Мяо          | Китай (CHN)             |

#### Заїзд 2
| Місце | Спортсмен          | Країна          |
| ----- | ------------------ | --------------- |
| 1     | Кадзунарі Ватанабе | Японія (JPN)    |
| 2     | Ерсоні Канелон     | Венесуела (VEN) |
| 3     | Шейн Перкінс       | Австралія (AUS) |
| 4     | Каміль Кучинський  | Польща (POL)    |
| 5     | Фабіан Пуерта      | Колумбія (COL)  |
| 6     | Денис Шпичка       | Чехія (CZE)     |

### Півфінали

#### Заїзд 1
| Місце | Спортсмен         | Країна                  |
| ----- | ----------------- | ----------------------- |
| 1     | Кріс Гой          | Велика Британія (GBR)   |
| 2     | Азізуласні Аванг  | Малайзія (MAS)          |
| 3     | Тен Мюлдер        | Нідерланди (NED)        |
| 4     | Нджісане Філліп   | Тринідад і Тобаго (TRI) |
| 5     | Хуан Перальта     | Іспанія (ESP)           |
| 6     | Христос Волікакіс | Греція (GRE)            |

#### Заїзд 2
| Місце | Спортсмен           | Країна              |
| ----- | ------------------- | ------------------- |
| 1     | Максиміліан Леві    | Німеччина (GER)     |
| 2     | Саймон ван Велтувен | Нова Зеландія (NZL) |
| 3     | Шейн Перкінс        | Австралія (AUS)     |
| 4     | Мікаель Бурген      | Франція (FRA)       |
| 5     | Ерсоні Канелон      | Венесуела (VEN)     |
| 6     | Кадзунарі Ватанабе  | Японія (JPN)        |

### Фінали

#### З 1-го по 6-те місця
| Місце | Спортсмен           | Країна                |
| ----- | ------------------- | --------------------- |
| 1     | Кріс Гой            | Велика Британія (GBR) |
| 2     | Максиміліан Леві    | Німеччина (GER)       |
| 3     | Саймон ван Велтувен | Нова Зеландія (NZL)   |
| 3     | Тен Мюлдер          | Нідерланди (NED)      |
| 5     | Шейн Перкінс        | Австралія (AUS)       |
| 6     | Азізуласні Аванг    | Малайзія (MAS)        |

#### З 7-го по 12-те місця
| Місце | Спортсмен          | Країна                  |
| ----- | ------------------ | ----------------------- |
| 7     | Нджісане Філліп    | Тринідад і Тобаго (TRI) |
| 8     | Мікаель Бурген     | Франція (FRA)           |
| 9     | Христос Волікакіс  | Греція (GRE)            |
| 10    | Хуан Перальта      | Іспанія (ESP)           |
| 11    | Кадзунарі Ватанабе | Японія (JPN)            |
| 12    | Ерсоні Канелон     | Венесуела (VEN)         |